# چونایکای
چونایکای (به ژاپنی: 町内会 Chōnaikai) یک جامعه محلی از شهروندان ژاپنی و نوعی انجمن محله است.
قبل از اصلاحات میجی، بیش از ۷۰٬۰۰۰ شهرداری در ژاپن نهادهای کوچکی بودند. دولت متمرکز جدید آنها را بعنوان مناطق بالقوه ناآرامی می‌دانست. دو موج ادغام شهرداری برای تضعیف این نهادها بود. این منجر به ایجاد انجمن‌های غیررسمی چونایکای به جای اجتماعات قبلی روستا یا محله شد.
در طول جنگ جهانی دوم، این انجمن‌ها در بسیاری از نقاط درگیر بودند:
- دفاع مدنی در برابر بمباران و آتش‌سوزی‌های متعاقب آن
- نگهداری از جاده‌ها و ساختمانهای عمومی
- تأمین غذا و وسایل کمک اولیه